# Maat (muziek)
Maat of metrum (Grieks: μετρον, maat) is de regelmatige wijze waarop in de muziek de geaccentueerde en ongeaccentueerde delen elkaar afwisselen. De basis wordt daarbij gevormd door een metrum waarin de beklemtoonde en onbeklemtoonde delen elkaar om en om afwisselen, zoals bij de klok met slinger: tík, tak, tík, tak enz, of bij het lopen: línks, rechts, línks, rechts enz.
Doordat het beklemtoonde deel op natuurlijke wijze ook een groter deel van de tijd kreeg toebedeeld (agogisch accent), ontstond een metrum met een beklemtoond deel dat twee keer zo lang duurde als het onbeklemtoonde deel. Door deling van dit beklemtoonde deel in tweeën verkreeg men een metrum in drieën. In zo'n driedelig metrum heeft een van de delen een hoofdaccent, de beide volgende geen accent. Omdat in de tweedelige en driedelige maat naast het hoofdaccent geen nevenaccent voorkomt, noemt men ze enkelvoudig. In andere maatsoorten wordt het deel met het hoofdaccent gevolgd door meer dan twee andere delen. Door de grotere afstand tussen de beklemtoonde delen krijgen na twee of drie tellen een of meer andere delen een nevenaccent. Zulke maten daarom heten samengesteld: zij lijken samengesteld te zijn uit twee- en driedelige maten.
Omdat in veel muziek de maat in grote delen van een stuk gelijk blijft, is er een kleinste eenheid, beginnend met een beklemtoond deel, waarin de maat, het metrum, tot uitdrukking komt. Een dergelijke eenheid wordt ook een maat genoemd. Een gedeelte van een muziekstuk met maten van dezelfde ritmische structuur, wordt voorafgegaan door een aanduiding van de maatsoort, waarin het aantal tellen, de lengte van die tellen en de afwisseling van accenten worden gespecificeerd. Een maat is onderverdeeld in 'teleenheden'. Een maat is weer een onderdeel van een frase. Maten worden in de muzieknotatie van elkaar gescheiden door maatstrepen, die soms genummerd zijn. Tijdens repetities kan de dirigent daarmee aangeven vanaf welke maat hij de muziek wil laten spelen.

## Referentie
- Theo Willemze, Prisma Praktisch Muziekboek, 1960.